# Langsnavelspotlijster
De langsnavelspotlijster (Toxostoma longirostre) is een vogelsoort uit de familie Mimidae.

## Verspreiding en leefgebied
Deze soort komt voor in het zuiden van Texas en het oosten van Mexico. De soort telt twee ondersoorten:
- T. l. sennetti: zuidelijk Texas en noordoostelijk Mexico.
- T. l. longirostre: oostelijk Mexico.

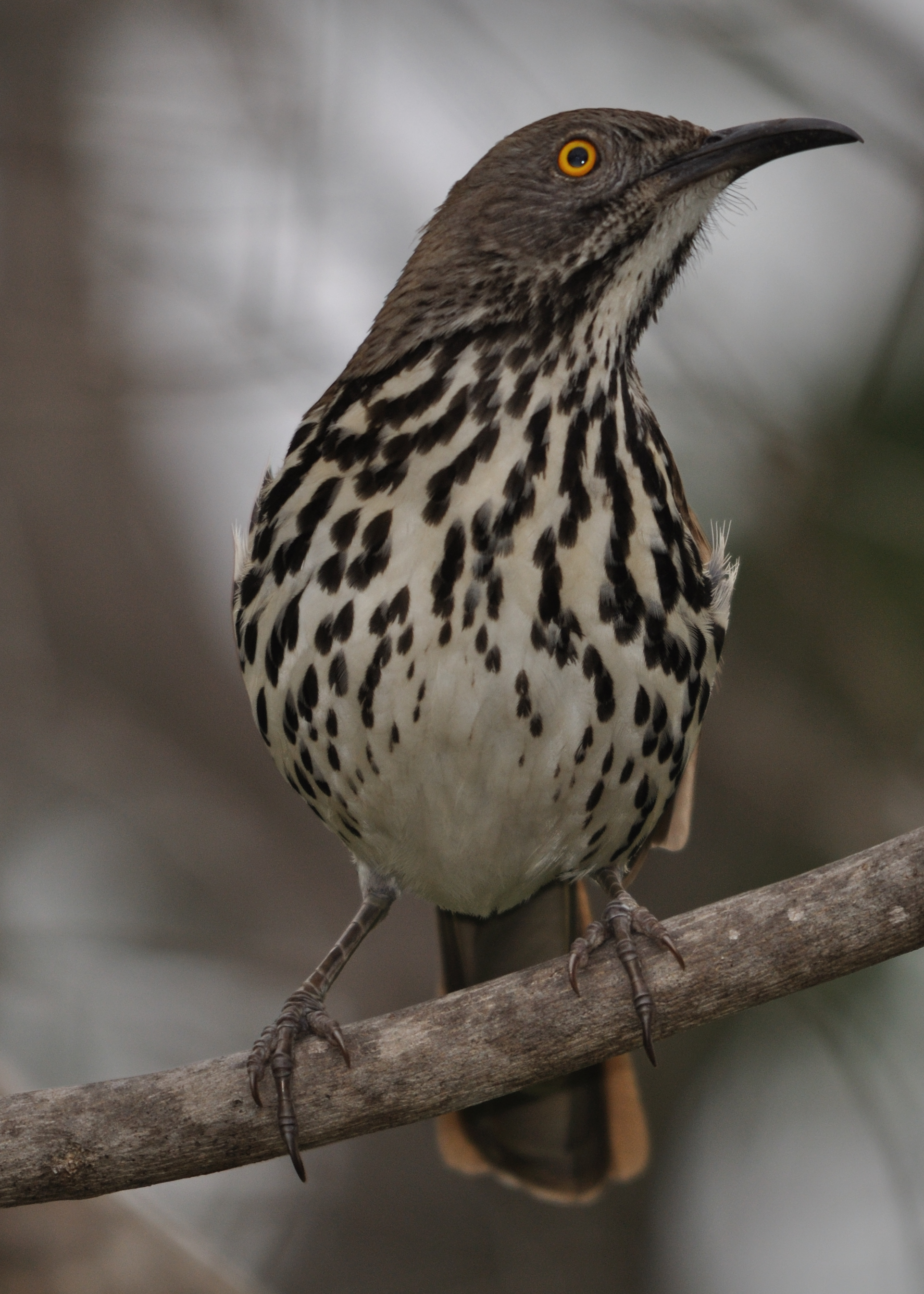
Langsnavelspotlijster